# Hylaeus fissus
Hylaeus fissus là một loài Hymenoptera trong họ Colletidae. Loài này được Vachal mô tả khoa học năm 1901.